# شهرستان هیگاشی‌اوسوکی، میازاکی

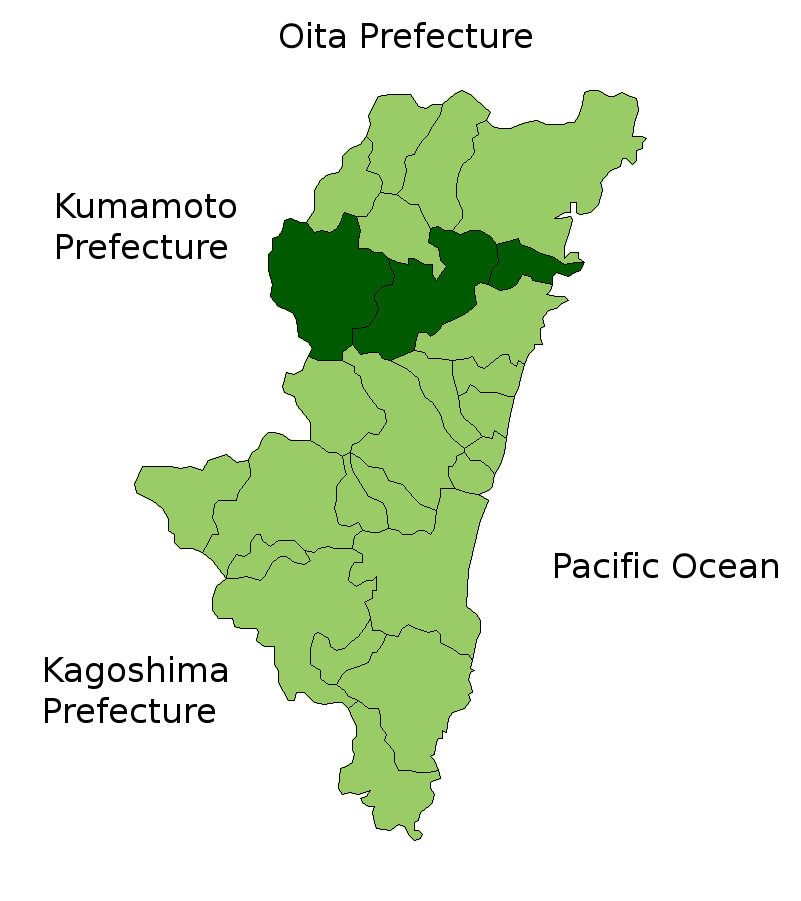

شهرستان هیگاشی‌اوسوکی (انگلیسی: Higashiusuki District, Miyazaki) یکی از شهرستان‌های ژاپن است که در استان میازاکی در ژاپن واقع شده‌است.